# 国道172号

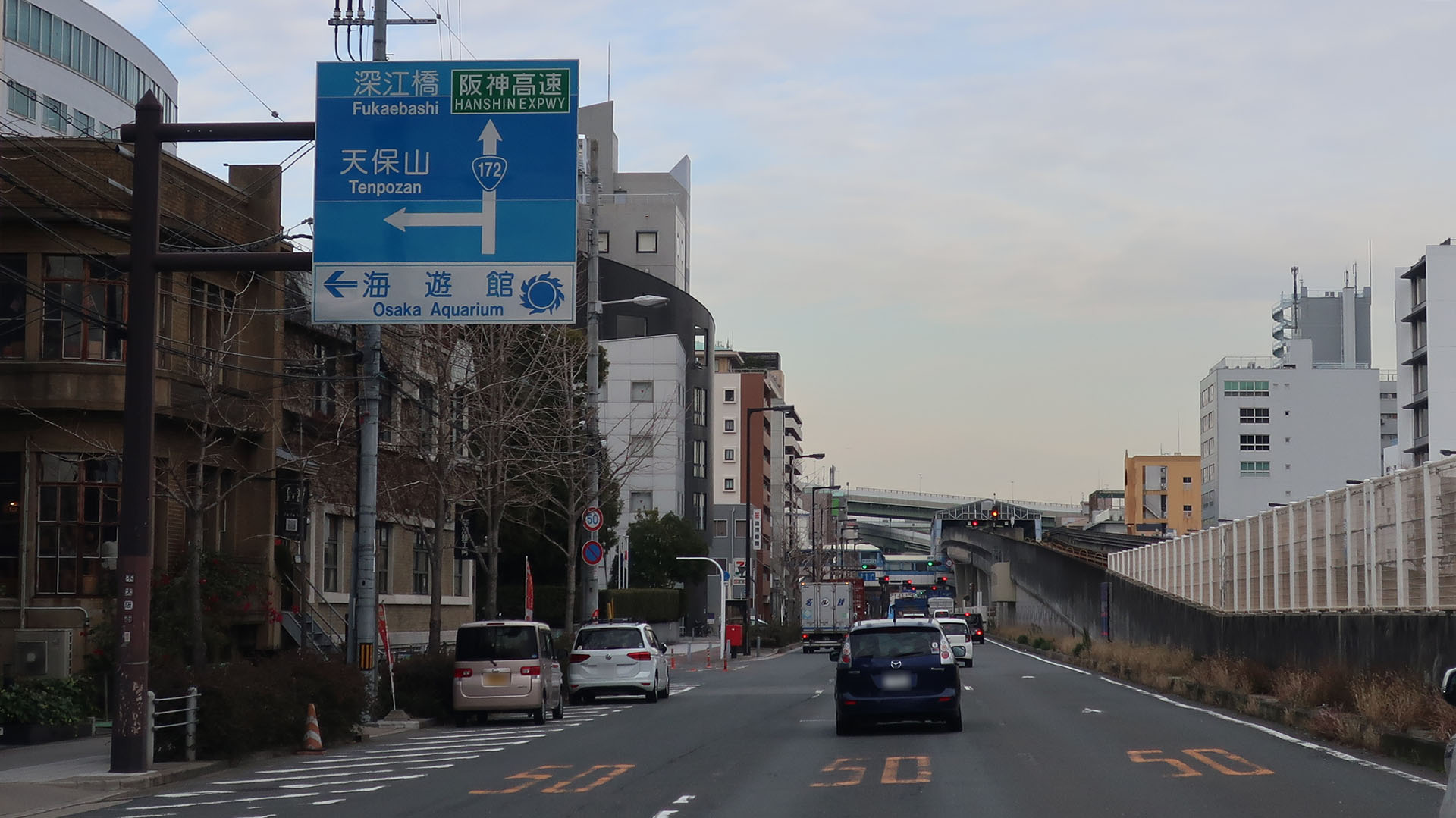
国道172号 起点
大阪港（大阪税関前付近）

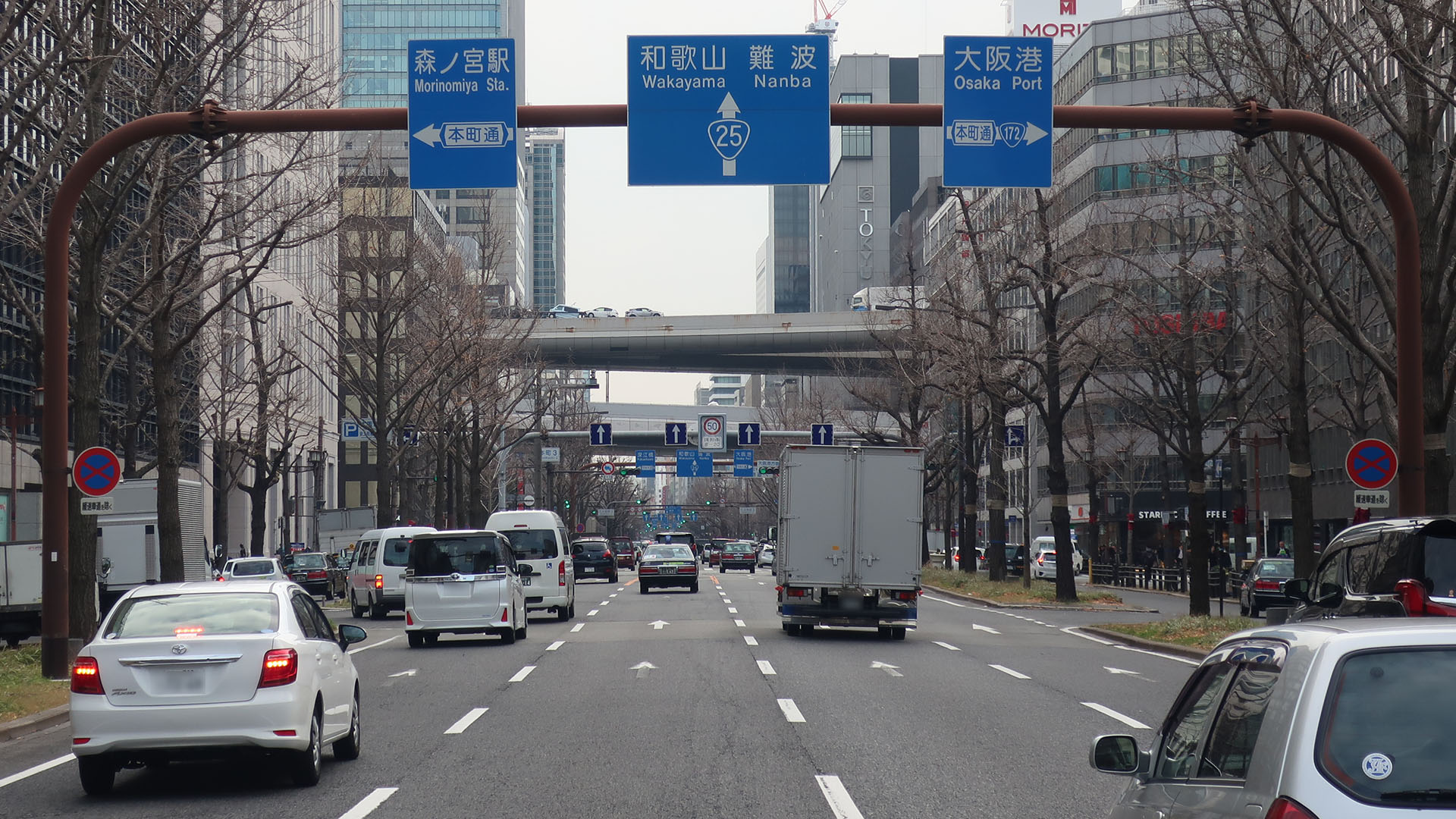
国道172号 終点
大阪府大阪市中央区 本町3交差点

国道172号（こくどう172ごう）は、大阪府大阪市港区の大阪港から大阪市中央区に至る一般国道である。

## 概要

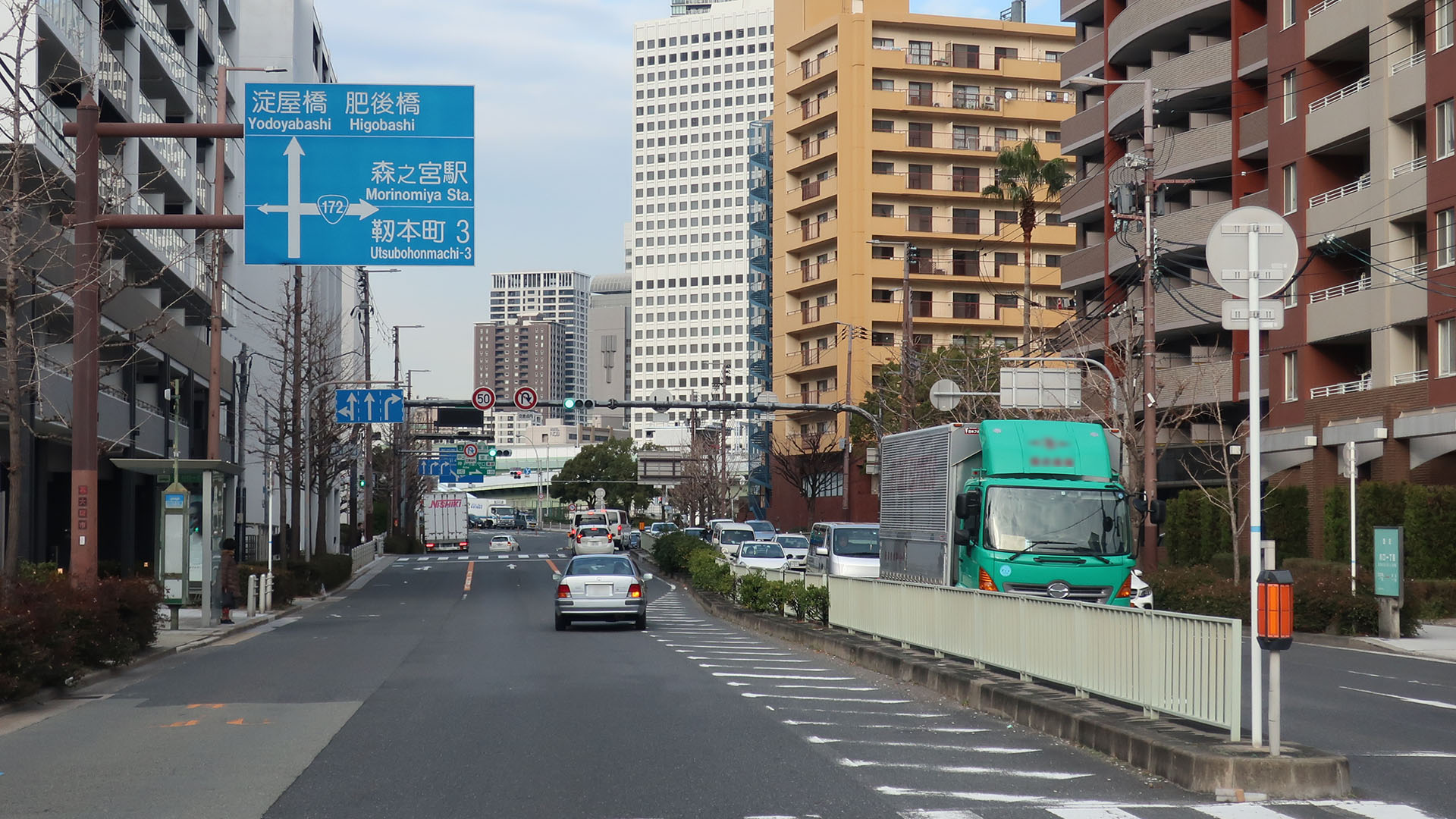
大阪府大阪市西区川口
（2020年1月撮影）

大阪市港区築港の大阪港付近にある大阪市港湾局前から東へ進み、港区役所前を通過して、同市中央区本町の国道25号・国道26号交点（本町3交差点）とを結ぶ延長8.0 kmの一般国道の路線で、主な通過地は、大阪市港区田中・市岡元町、西区川口・江之子島・西本町・靱本町である。いわゆる港国道の一つ。道路通称名は、起点・大阪港 - 西区川口・川口交差点間は「みなと通」、川口交差点 - 終点・本町3交差点間が「本町通」と呼ばれる。大阪市港区港晴に位置する天保山出入口で、阪神高速4号湾岸線と阪神高速16号大阪港線と接続する。国道の起点を過ぎて連続する道なりに西へ向かった先には、大阪港咲洲トンネルを通じて大阪港国際フェリーターミナルがある咲洲（大阪南港）へと通じる。
大阪港駅 - 朝潮橋駅間をOsaka Metro中央線が通っている。また、本記事の右上にあるような「国道番号」（118-A）の道路標識が1枚も設置されていないことでも知られている。

### 路線データ
一般国道の路線を指定する政令に基づく起終点および重要な経過地は次のとおり。
- 起点：大阪港（大阪市港区、大阪税関前）
- 終点：大阪市東区[注釈 3]（本町3交差点 = 国道25号・国道26号・国道165号交点）
- 重要な経過地：なし
- 総延長：8.0 km（未供用延長を含む。）[4][注釈 4]
- 重用延長：なし[4][注釈 4]
- 未供用延長：0.1 km[4][注釈 4]
- 実延長：7.9 km[4][注釈 4]
  - 現道：7.9 km[4][注釈 4]
  - 旧道：なし[4][注釈 4]
  - 新道：なし[4][注釈 4]
- 指定区間：なし[5]

## 歴史
- 1953年（昭和28年）5月18日 - 二級国道172号大阪港線（大阪港 - 大阪市東区[注釈 3]）として指定施行[6]。
- 1965年（昭和40年）4月1日 - 道路法改正により一級・二級区分が廃止されて一般国道172号として指定施行[3]。

## 路線状況

### 通称
- 本町通
- みなと通

## 地理

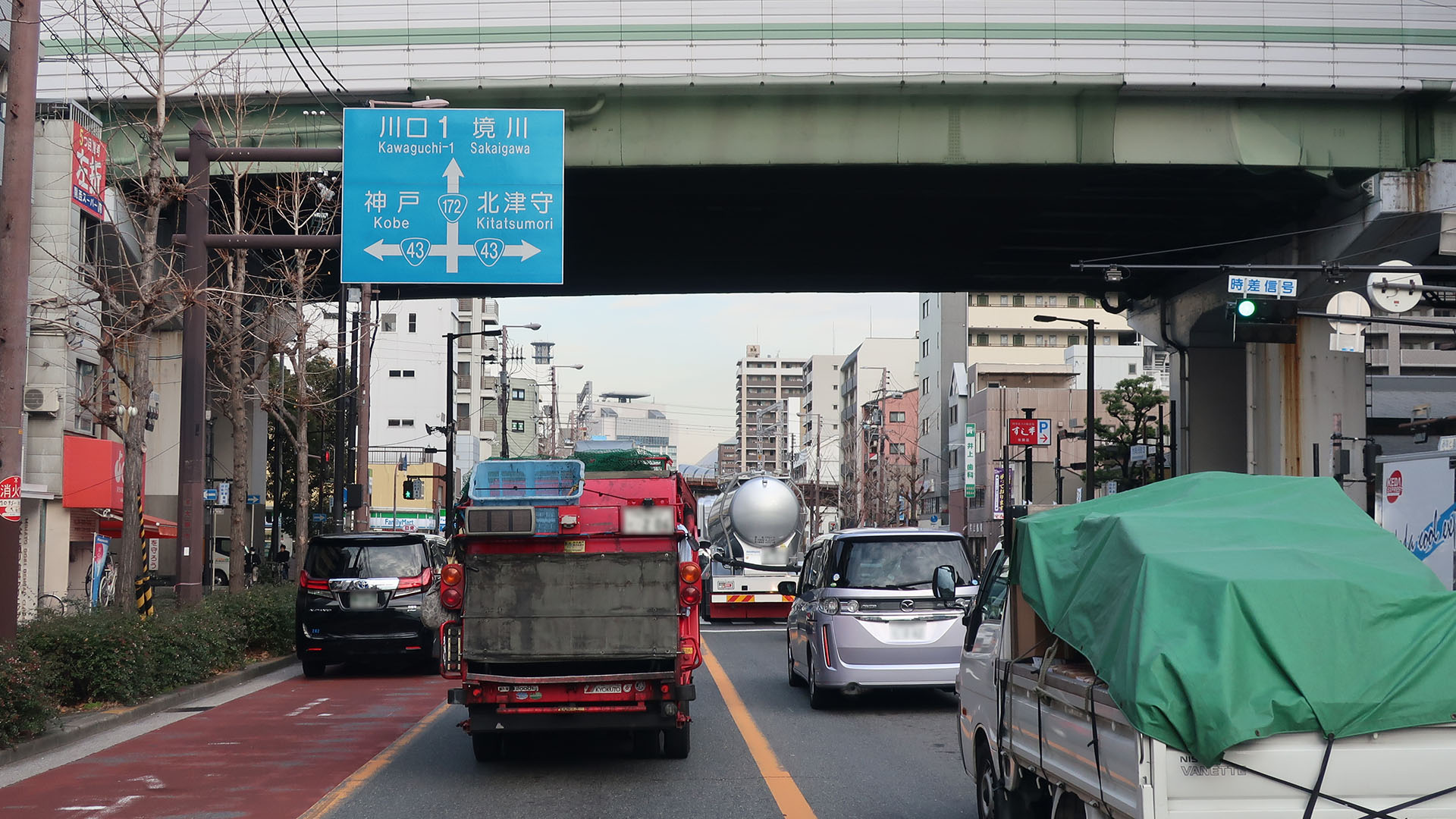
国道43号との交差点
大阪市港区 市岡元町3交差点

### 通過する自治体
- 大阪府
  - 大阪市（港区 - 西区 - 中央区）

### 交差する道路
- 大阪港咲洲トンネル
- 大阪府道5号大阪港八尾線（大阪市港区・築港東交叉点）
- 阪神高速16号大阪港線天保山ランプ（大阪市港区）
- 大阪市道築港深江線（中央大通）（大阪市港区・朝潮橋交差点）
- 国道43号（大阪市港区・市岡元町3交差点）
- 大阪市道難波境川線（大阪市西区・境川交差点）
- 大阪市道築港深江線（中央大通）（大阪市西区・川口1交差点）
- 大阪府道29号大阪臨海線（新なにわ筋）（大阪市西区・靱本町3交差点）
- 大阪府道・兵庫県道41号大阪伊丹線（なにわ筋）（大阪市西区・靱本町1交差点）
- 大阪市道南北線（四つ橋筋）（大阪市西区・信濃橋交差点）
- 国道25号（御堂筋）・国道26号・国道165号（大阪市中央区・本町3交差点）

### 沿線
- 海遊館（大阪市港区海岸通）
- 天保山（大阪市港区築港）
- 八幡屋公園（大阪市港区田中）
- 港区役所（大阪市港区市岡）
- 大阪府立市岡高等学校（大阪市港区市岡）
- 京セラドーム大阪（大阪市西区千代崎）
- 大塩平八郎終焉の地碑（大阪市西区靱本町）
- 相愛大学本町キャンパス（大阪市中央区本町）